# 6e cérémonie des Razzie Awards

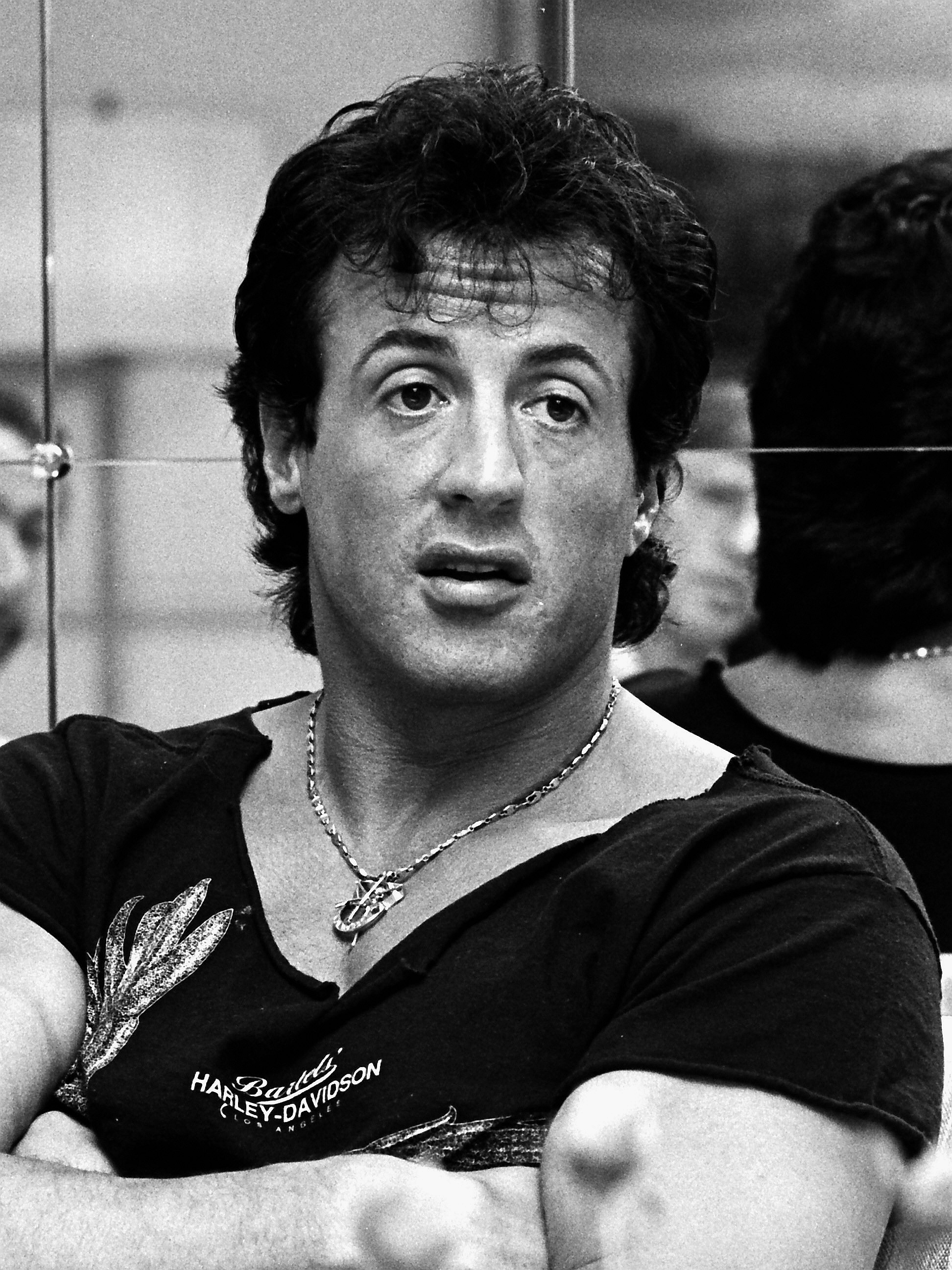
Sylvester Stallone en Suède pour promouvoir "Rambo III"

La 6e Golden Raspberry Awards a eu lieu le 23 mars 1986 au théâtre Morgan-Wixon à Santa Monica en Californie pour désigner le pire de ce que l'industrie cinématographique a pu offrir en 1985. La liste des nommés est ci-dessous, avec en gras celui qui a reçu le titre.

## Pire film
Rambo 2 : La Mission (Rambo: First Blood Part II) (TriStar), produit par Buzz Feitshans (en)
- La Fièvre du jeu (Fever Pitch) (MGM/UA), produit par Freddie Fields
- Révolution (Revolution) (Warner Bros.), produit par Irwin Winkler
- Rocky 4 (MGM/UA), produit par Irwin Winkler, Robert Chartoff
- L'Année du dragon (Year of the Dragon) (MGM/UA), produit par Dino De Laurentiis

## Pire acteur
Sylvester Stallone dans Rambo 2 : La Mission (Rambo: First Blood Part II) et Rocky 4
- Divine dans Lust in the Dust
- Richard Gere dans Le Roi David (King David)
- Al Pacino dans Révolution (Revolution)
- John Travolta dans Perfect

## Pire actrice
Linda Blair dans Patrouille de nuit (Night Patrol), Savage Island et Les Rues de l'enfer (Savage Streets)
- Ariane Koizumi dans L'Année du dragon (Year of the Dragon)
- Jennifer Beals dans La Promise (The Bride)
- Brigitte Nielsen-Stallone dans Kalidor (Red Sonja)
- Tanya Roberts dans Dangereusement vôtre (A View to a Kill)

## Pire second rôle masculin
Rob Lowe dans St. Elmo's Fire
- Raymond Burr dans Le Retour de Godzilla (Godzilla 1985)
- Herbert Lom dans Allan Quatermain et les mines du roi Salomon (King Solomon's Mines)
- Robert Urich dans Turk 182
- Burt Young dans Rocky 4

## Pire second rôle féminin
Brigitte Nielsen-Stallone dans Rocky 4
- Sandahl Bergman dans Kalidor (Red Sonja)
- Marilu Henner dans Perfect et Rustlers' Rhapsody
- Julia Nickson dans Rambo 2 : La Mission (Rambo: First Blood Part II)
- Talia Shire dans Rocky 4

## Pire réalisateur
Sylvester Stallone pour Rocky 4
- Richard Brooks pour La Fièvre du jeu (Fever Pitch)
- Michael Cimino pour L'Année du dragon (Year of the Dragon)
- George Cosmatos pour Rambo 2 : La Mission (Rambo: First Blood Part II)
- Hugh Hudson pour Révolution (Revolution)

## Pire scénario
Rambo 2 : La Mission (Rambo: First Blood Part II), scénario de Sylvester Stallone et James Cameron, histoire de Kevin Jarre, basé sur les personnages créés par David Morrell
- La Fièvre du jeu (Fever Pitch), écrit par Richard Brooks
- Perfect, scénario de Aaron Latham et James Bridges, basé sur les articles du Rolling Stone magazine de Aaron Latham
- Rocky 4, écrit par Sylvester Stallone
- L'Année du dragon (Year of the Dragon), scénario de Oliver Stone et Michael Cimino, adapté d'un roman de Robert Daley

## Pire bande originale
Rocky 4, musique composée par Vince DiCola
- La Fièvre du jeu (Fever Pitch), musique de Thomas Dolby
- Allan Quatermain et les mines du roi Salomon (King Solomon's Mines), musique de Jerry Goldsmith
- Révolution (Revolution), musique de John Corigliano
- Turk 182, musique de Paul Zaza

## Pire chanson originale
"Peace in Our Life" dans Rambo 2 : La Mission (Rambo: First Blood Part II), musique de Frank Stallone, Peter Schless et Jerry Goldsmith, paroles de Frank Stallone
- "All You Can Eat" dans Krush Groove, écrit par Kurtis Blow, Damon Wimbley, Darren Robinson et Mark Morales (The Fat Boys)
- "The Last Dragon" dans Le Dernier dragon (The Last Dragon), écrit par Norman Whitfield et Bruce Miller
- "Oh, Jimmy!" dans Match à deux (The Slugger's Wife) de Neil Simon ; mots  et musique de Sarah M. Taylor
- "7th Heaven" from Le Dernier dragon (The Last Dragon), écrit par Bill Wolfer et Vanity

## Pire révélation
Brigitte Nielsen-Stallone dans Kalidor (Red Sonja) et Rocky 4
- Ariane dans L'Année du dragon (Year of the Dragon)
- Le nouveau Godzilla en image de synthèse dans Le Retour de Godzilla (Godzilla 1985)
- Julia Nickson dans Rambo 2 : La Mission (Rambo: First Blood Part II)
- Kurt Thomas dans Gymkata, le parcours de la mort (Gymkata) de Robert Clouse